# Abraham Louis Breguet
Abraham Louis Breguet (Neuchâtel, Suiza, 10 de enero de 1747-París, Francia, 17 de septiembre de 1823), también conocido simplemente como Breguet, fue un famoso inventor suizo, conocido por su trabajo en relojería. 

## Biografía

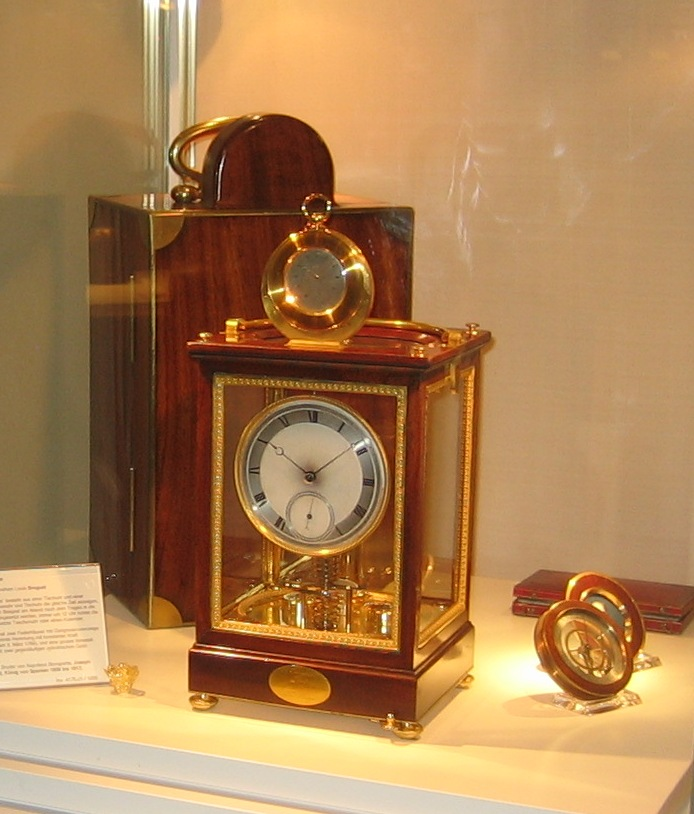
Uhrenmuseum Beyer: Péndulo Sympathique, construido hacia 1795 por Abraham Louis Breguet, París.

En 1762 y a la edad de 15 años se muda a Francia y comienza a trabajar por su cuenta hasta que en 1775 funda la firma Breguet, una prestigiosa relojería que hasta nuestros días conserva el espíritu y la dedicación de su fundador.
A comienzos de 1780 y hasta 1816 realiza numerosos inventos que conforman el reloj de bolsillo que posteriormente se convertiría en el reloj de pulsera tal y como se conoce hoy en día. Uno de los más famosos, patentado en 1801, es el Tourbillon, que es una de las complicaciones más apreciadas en alta relojería y que consiste en un mecanismo que hace girar el volante y escape del reloj sobre su eje, normalmente una vez por minuto, para compensar el efecto negativo que produce la gravedad en la marcha del volante.
Su afamada reputación y dedicación a la relojería de precisión, lo encomienda en 1816 a la academia de ciencias, donde comienza a desarrollar numerosas experiencias para lograr la precisión absoluta de sus relojes, utilizados por numerosos exploradores y hombres de armas de la época, incluso Napoleón en sus numerosas campañas utilizaba sus relojes. 
Entre las experiencias que realizó Breguet, se encuentra una en particular, que con el afán de lograr la precisión de sus espirales de cuerda, y para que la temperatura ambiente de diferentes lugares del mundo no afectara a la precisión de sus relojes, logra en 1817 la invención del termómetro trimetálico, conocido como el termómetro de Breguet.
Louis Breguet (1804-1883), que contribuyó al desarrollo del telégrafo eléctrico, fue su nieto; y Louis Charles Breguet (1880-1955), pionero de la aviación, fue su tataranieto.

### Fallecimiento
El 17 de septiembre de 1823, el inventor falleció a los 76 años de edad, dejando a su hijo al frente de la firma Breguet, que en 1840 inventó el primer reloj con un termómetro bimetálico incorporado en él